# 중방
중방(重房)은 고려 때 2군 6위의 상장군과 대장군 도합 16명이 모여 군사에 대한 일을 의논하던 정치 기구이다.

## 개요
현종 때 설치된 것으로 추측되지만 기록상 의종 21년(1167년)에 처음으로 나타난다. 중방은 무신에 의한 일종의 권력 기관으로서, 문신들의 도당과 대조가 되는 것이지만 문신들이 정권을 잡고 권세를 부리고 있을 때는 별다른 영향력이 없었다.
그러나 정중부의 난이 일어난 후 무신들이 무신정권을 세운 뒤부터 기능이 확대되고 또 활발해져 무인 정치의 핵심체가 되었다. 그리하여 한때는 최고 행정 기관이 되어 군사는 물론 경찰·형옥(刑獄) 등 백사(白事)를 주관 처리하였으며, 아울러 왕의 동정을 감시하고, 또 왕과의 연락을 긴밀히 하였다. 무인 정치는 곧 중방 정치라고 할 정도로 무신은 중방을 소중히 여겼다.
초기 무인 정치에서는 여러 무장이 서로 어울려 세력을 떨쳤으므로 재래의 중방이 그들의 막부(幕府)로 남아 있었다. 그러나 최충헌의 집권 뒤 정치기구에도 큰 변화와 발전을 보게 되면서 중방은 점차 권세를 잃어 군사에 관한 직무만을 관장하게 되었다. 이후 교정도감이 중방 역할을 담당했다.

## 같이 보기
- 고려의 군사

## 참고 자료
- 이 문서에는 다음커뮤니케이션(현 카카오)에서 GFDL 또는 CC-SA 라이선스로 배포한 글로벌 세계대백과사전의 내용을 기초로 작성된 글이 포함되어 있습니다.